# Por amor al arte (álbum de Dyango)
Por amor al arte es el nombre de álbum de estudio del cantante español Dyango. Fue publicado por EMI en noviembre de 1985, donde se desprenden los sencillos: «Esa mujer», «Amor de tango», «Las reglas del juego» entre otros.

## Lista de canciones
Lado A
1. «Amor de tango» - 4:00
2. «Te juro por Dios» - 4:23
3. «Soltero y libre» - 3:00
4. «Por una noche más» - 4:01
5. «Bendita y tú» - 4:10
6. «La noche y tú» (con Sheena Easton) - 3:52 (*)

Lado B
1. «Esa mujer» - 4:14
2. «Las reglas del juego» - 4:20
3. «Brisa» - 4:03
4. «Si no puedo tenerte esta noche» - 4:07
5. «Un amor en cada puerto» - 3:22

(*) Incluida como bonus track en algunos países
- Datos: Q21007190